# Zbąszyń (stacja kolejowa)
Zbąszyń – stacja kolejowa w Zbąszyniu, w powiecie nowotomyskim, w województwie wielkopolskim, w Polsce. Według klasyfikacji PKP ma kategorię dworca lokalnego. Znajdują się tu 4 perony. Stacja ta obsługuje pociągi osobowe, pospieszne, jak i TLK oraz IC.

## Ruch pasażerski[4]
| Rok  | Wymiana pasażerska na dobę |
| ---- | -------------------------- |
| 2017 | 700-999                    |
| 2018 | 700-999                    |
| 2019 | 700-999                    |
| 2020 | 300-499                    |
| 2021 | 500-699                    |
| 2022 | 500-699                    |
| 2023 | 700-999                    |
| 2024 | 700-999                    |

## Historia

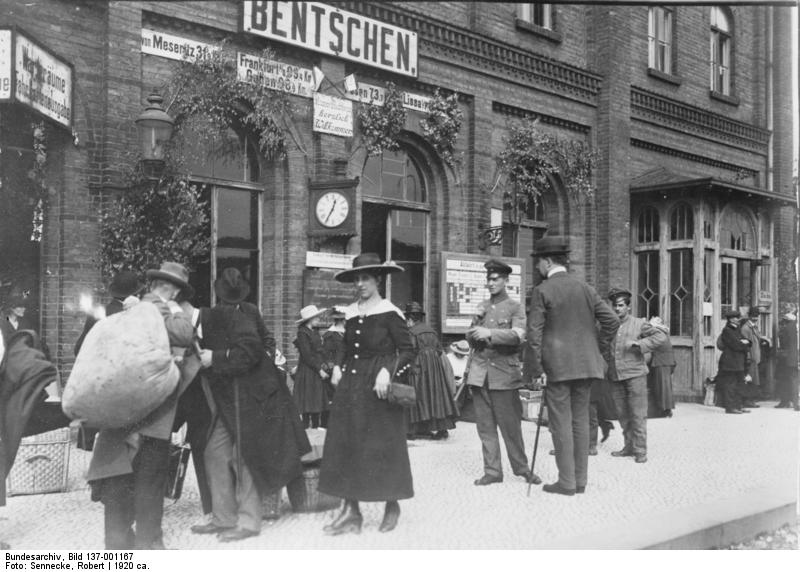
Kontrola celna i paszportowa na stacji Zbąszyń (Bentschen) w 1920 r.

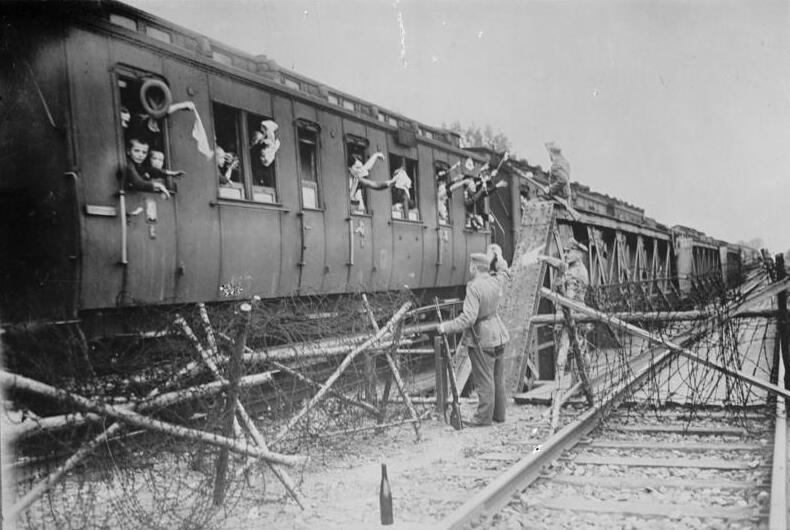
Pociąg z niemieckimi uchodźcami na stacji Zbąszyń (Bentschen) w 1920 r.

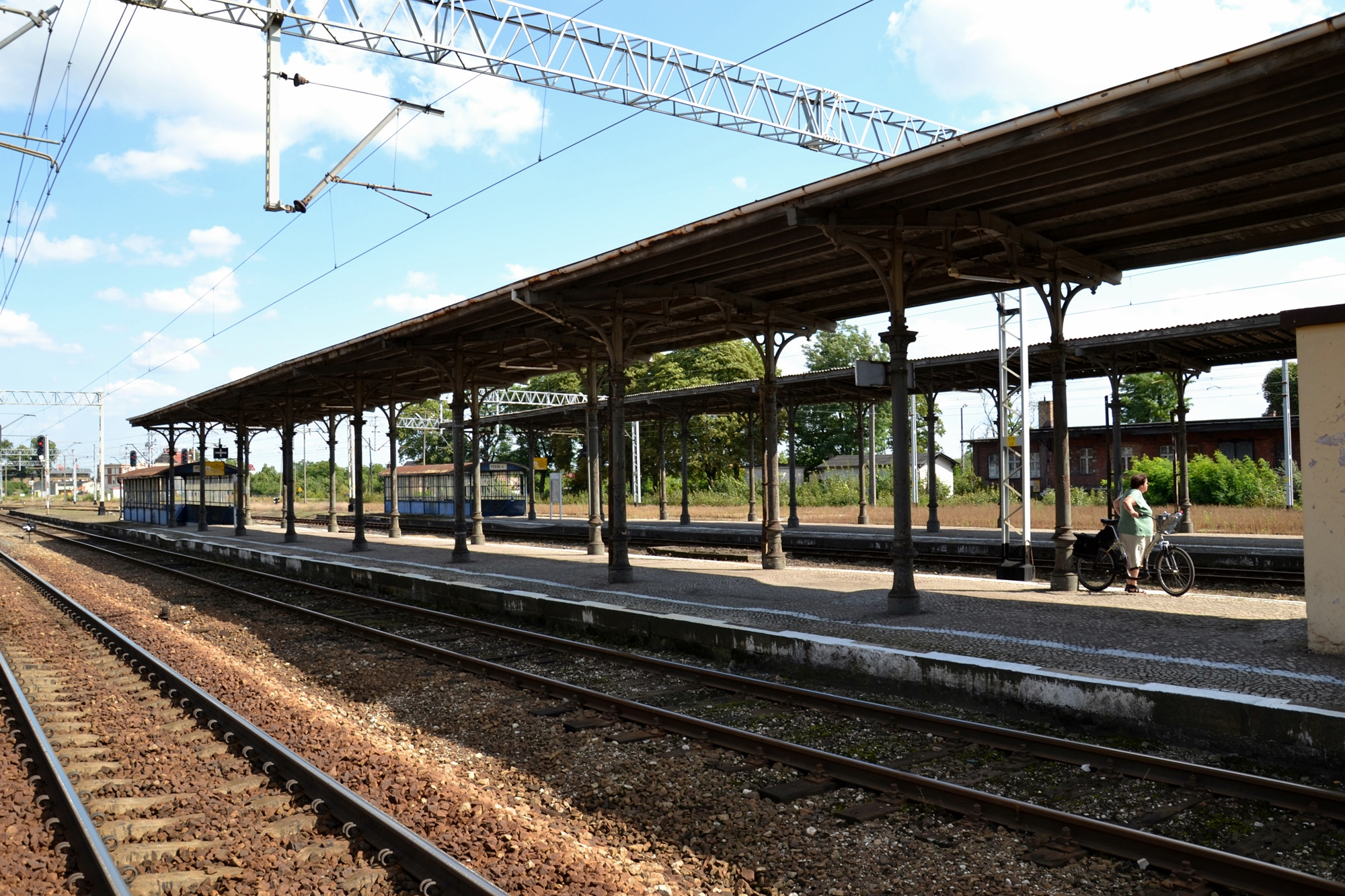
Perony (stan na 2013 rok)

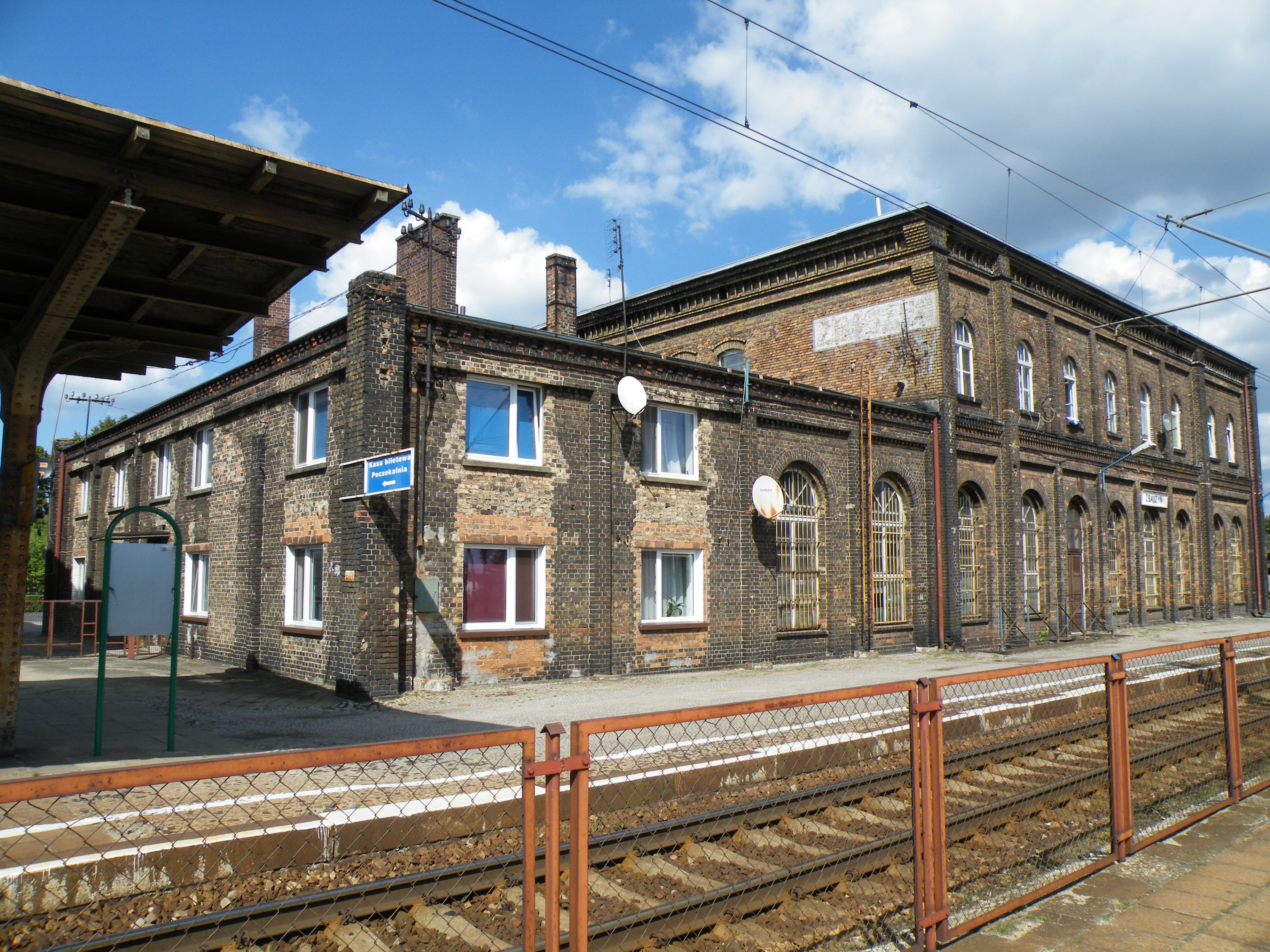
Stary budynek dworca (stan na 2013 rok)

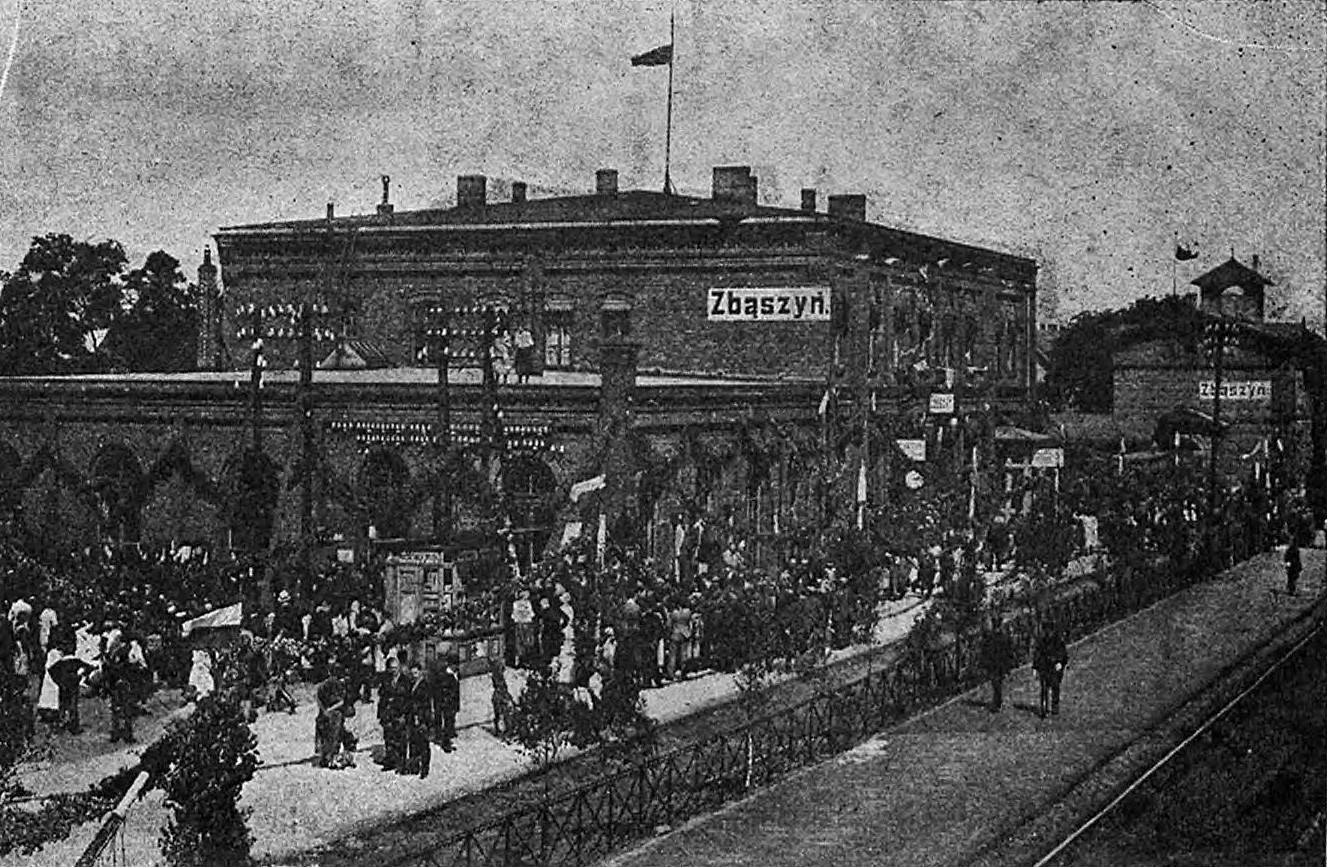
Budynek dworca w Zbąszyniu (1925 rok)

Stacja kolejowa w Zbąszyniu powstała w 1870 roku, kiedy 26 czerwca 1870 roku uruchomiono linie Towarzystwa Kolei Marchijsko-Poznańskiej z Berlina przez Frankfurt nad Odrą do Poznania oraz z Gubina do Poznania. Połączenie do Międzyrzecza otwarto 1 czerwca 1885 roku, do Wolsztyna 1 lipca 1886 roku, a 1 września 1909 do Międzychodu.
Po odzyskaniu przez Polskę niepodległości w 1918 r. Zbąszyń stał się miastem granicznym z Niemcami z ważną, graniczną stacją kolejową.
Miasto posiadało wówczas liczne urzędy państwowe i samorządowe związane z ruchem granicznym jak: duża stacja kolejowa, ekspedycja towarowa, kolejowa, agencja celna, urząd celny, urząd kontroli skarbowej, Komisariat Kolejowy Policji Granicznej oraz urząd pocztowy.
Na stację w Zbąszyniu pod koniec października 1938 r. przywieziono pociągami grupę około 9 tysięcy Żydów polskiego pochodzenia deportowanych w ramach tzw. Polenaktion z terenu III Rzeszy przez Gestapo. Ze względu na to, że Żydzi ci pozbawieni zostali obywatelstwa polskiego ustawą, która weszła w życie pół roku wcześniej, a jednocześnie podlegali nakazowi opuszczenia terenów niemieckich, około 6 tysięcy z nich przebywało w trudnych warunkach w obozie przejściowym w Zbąszyniu i okolicach (w dawnych koszarach kawalerii, stajniach i nieczynnym młynie). W miarę upływu czasu obóz został rozładowany.
Linia kolejowa do Międzychodu była czynna do ruchu osobowego do roku 1987, natomiast ruch towarowy zawieszono w 1992 roku. W lutym 2005 w Zbąszyniu rozebrano rozjazd odgałeziający na Międzychód, a większość torów rozkradziono.

W latach 1928-1929 wybudowano obok starego budynku nowy budynek dworcowy z halą rewizyjną w stylu modernistycznym według projektu architektonicznego Adolfa Pillera. Powstał on ramach przygotowań do Powszechnej Wystawy Krajowej w Poznaniu i związanym z nią przewidywanym wzmożonym pasażerskim ruchem granicznym z Niemiec oraz powiązanymi z tym również kwestiami o charakterze reprezentacyjno-prestiżowymi, gdyż jak pisano wówczas w branżowym miesięczniku Inżynier Kolejowy z września 1929 roku (styl zapisu oryginalny):
Stosunki na dworcu w Zbąszyniu panujące nie licowały z powagą naszego Państwa. Cały ruch pasażerski zagraniczny odbywał się w baraku na prędce skleconym, który wprawdzie przed trzema laty został wewnątrz otynkowany i odświeżony, lecz mimo wszystko przedstawiał bardzo prymitywne prowizorjum.
Decyzją Ministra Komunikacji z września 1928 roku wydano Dyrekcji Kolei Państwowych w Poznaniu upoważnienie na wybudowanie nowego dworca w Zbąszyniu. Podczas budowy zmagano się z wieloma trudnościami, takimi jak ostra i długa zima 1928-1929 oraz wielki napór wód gruntowych w zachodniej części gmachu i podczas budowy tunelu peronowego. Dworzec stanął jednak w rekordowo krótkim czasie. Prace budowlane rozpoczęły się 20 października 1928 roku, a ukończone zostały 20 maja 1929 roku, czyli w ciągu siedmiu miesięcy, w tym z uwzględnieniem dwóch i pół miesiąca przerwy spowodowanej bardzo długimi i ostrymi mrozami.

W miesięczniku Inżynier Kolejowy z września 1929 roku nowy budynek dworca opisano następująco (styl zapisu oryginalny):
Dworzec nowy jest to gmach 125 m długi, częściowo piętrowy, o ogólnej zabudowanej przestrzeni 25.300 m³. Architektura nowoczesna o linjach prostych robi miłe a zarazem imponujące wrażenie. Środkową podniesioną część budynku z wieżą w pośrodku 25 m wysoką, zajmuje wielki 15 metrów wysoki westybul o wymiarach 20 ✖ 20 m. Do westybulu tego przylegają ubikacje przeznaczone dla odprawy pasażerów, jak kasy biletowe i bagażowe, przechowalnia bagażu, biuro informacyjne, wymiana walut, gazet i t. d.
Przylegająca do westybulu zachodnia część dworca przeznaczona dla odprawy pasażerów zagranicznych mieści ubikacje dla urzędników paszportowych, biura policji, pokoje dla rewizji osobistej, biura celne, bagażownie i t. d. i wielką salę rewizyjną 6 m wysoką o wymiarach 30 ✖ 19.50 m.
We wschodniej części dworca rozmieszczone są fryzjernia, ustępy, umywalnie, poczekalnie I i II klasy jak i III i IV klasy, z bufetami i kuchnią, salon reprezentacyjny, biura stacyjne i zawiadowcy stacji i t. d. Piętro zajęte jest na mieszkanie i pokoje komisyjne.
Budynek ogrzany jest centralnie ciepłą wodą, posiada wodociąg i kanalizację.
Peron główny przy dworcu przykryto żelazną wiatą na całej długości dworca, dla udogodnienia zaś dostępu publiczności z drugiego peronu wybudowano tunelowe przejście pod torem.
Wybudowana wraz z dworcem elektrownia kolejowa dostarcza prądu dla oświetlenia dworca i peronów stacyjnych.
W latach 2021-2025 budynek ten został poddany modernizacji i ponownie udostępniony podróżnym 30 kwietnia 2025 roku. Modernizacja została sfinansowana z Programu Inwestycji Dworcowych na lata 2016-2023. Jej wartość wyniosła 42,45 mln zł brutto. Za projekt odpowiedzialna była firma Pas Projekt z Nadarzyna, a wykonawcą robót była firma AGROBEX z Poznania.